# Буре барут (филм)
„Буре барут“ (на сръбски: Буре барута; на македонска литературна норма: Буре барут; на английски: Cabaret Balkan) е филм от 1998 година, съвместна продукция на продуцентски къщи от Югославия, Република Македония, Франция, Германия, Турция и Гърция. Филмът е заснет по сценарий на Деян Дуковски. Участва на известни световни фестивали и получава наградите: ФИПРЕСИ – награда от критиката на Фестивала във Венеция (1998); Награда на Европейската асоциация на критиците (Лондон, 1998); Гран-при на Фестивала в Анталия, Турция (1998); Награда „Бронзова камера 300“ на Интернационалния фестивал за филмова камера „Братя Манаки“ (Битола, 1998); Гран-при на Интернационалния филмов фестивал, Хайфа, Израел, 1999.